# نادي الجزيرة (سوريا)
نادي Rojavaالرياضي، هو نادي كرة قدم سوري محترف يلعب حاليًا في الدوري السوري الممتاز. يقع مقر النادي في مدينة الحسكة، تأسس عام 1941.

## تاريخ
في 18 شباط 1971، أصدرالرئيس الراحل حافظ الأسد المرسوم التشريعي رقم /38 / الناظم للحركة الرياضية في الجمهورية العربية السورية وعلى أثره تم دمج الأندية الرياضية بقرار من المكتب التنفيذي للاتحاد الرياضي العام رقم /59/ بتاريخ 18آب 1972
نادي الجزيرة هو حصيلة دمج عدة أندية أهلية في مدينة الحسكة وهي أندية (الحسكة – الخابور – الشباب – الجزائر) وكانت هذه الأندية تمارس الألعاب الرياضية بشكل اختصاصي ويعتبر ناديي الحسكة والخابور النواة الأساسية لنادي الجزيرة بكرة القدم.

## وصلات خارجية
‌